# Pontmain
 (novembre 2009).
Pontmain est une commune française, située dans le département de la Mayenne en région Pays de la Loire, peuplée de 808 habitants. Les habitants sont appelés les Pontaminois.
Le village de Pontmain est un lieu important de pèlerinage depuis l'apparition de Notre-Dame de Pontmain à plusieurs enfants le 17 janvier 1871.
La commune fait partie de la province historique du Maine, et se situe dans le Bas-Maine.

## Géographie

### Communes limitrophes
| La Bazouge-du-Désert (Ille-et-Vilaine) | La Bazouge-du-Désert (Ille-et-Vilaine) et Landivy (Mayenne) | Saint-Mars-sur-la-Futaie (Mayenne) |
| La Bazouge-du-Désert (Ille-et-Vilaine) | Pontmain                                                    | Saint-Mars-sur-la-Futaie (Mayenne) |
| La Bazouge-du-Désert (Ille-et-Vilaine) | Saint-Ellier-du-Maine (Mayenne)                             | Saint-Ellier-du-Maine (Mayenne)    |

### Climat
Pour des articles plus généraux, voir Climat des Pays de la Loire et Climat de la Mayenne.
En 2010, le climat de la commune est de type climat océanique franc, selon une étude du CNRS s'appuyant sur une série de données couvrant la période 1971-2000. En 2020, Météo-France publie une typologie des climats de la France métropolitaine dans laquelle la commune est exposée à un climat océanique et est dans la région climatique  Bretagne orientale et méridionale, Pays nantais, Vendée, caractérisée par une faible pluviométrie en été et une bonne insolation. 
Pour la période 1971-2000, la température annuelle moyenne est de 10,6 °C, avec une amplitude thermique annuelle de 13,2 °C. Le cumul annuel moyen de précipitations est de 940 mm, avec 14,1 jours de précipitations en janvier et 8,1 jours en juillet. Pour la période 1991-2020, la température moyenne annuelle observée sur la station météorologique de Météo-France la plus proche, « Saint-Mars/la-Futa », sur la commune de Saint-Mars-sur-la-Futaie à 3 km à vol d'oiseau, est de 11,3 °C et le cumul annuel moyen de précipitations est de 929,3 mm,. Pour l'avenir, les paramètres climatiques de la commune estimés pour 2050 selon différents scénarios d'émission de gaz à effet de serre sont consultables sur un site dédié publié par Météo-France en novembre 2022.

## Urbanisme

### Typologie
Au 1er janvier 2024, Pontmain est catégorisée bourg rural, selon la nouvelle grille communale de densité à sept niveaux définie par l'Insee en 2022.
Elle est située hors unité urbaine et hors attraction des villes,.

### Occupation des sols
L'occupation des sols de la commune, telle qu'elle ressort de la base de données européenne d’occupation biophysique des sols Corine Land Cover (CLC), est marquée par l'importance des territoires agricoles (84,2 % en 2018), une proportion sensiblement équivalente à celle de 1990 (85 %). La répartition détaillée en 2018 est la suivante : 
zones agricoles hétérogènes (46,9 %), prairies (37,3 %), zones urbanisées (8,9 %), zones industrielles ou commerciales et réseaux de communication (5,4 %), forêts (1,5 %). L'évolution de l’occupation des sols de la commune et de ses infrastructures peut être observée sur les différentes représentations cartographiques du territoire : la carte de Cassini (XVIIIe siècle), la carte d'état-major (1820-1866) et les cartes ou photos aériennes de l'IGN pour la période actuelle (1950 à aujourd'hui).

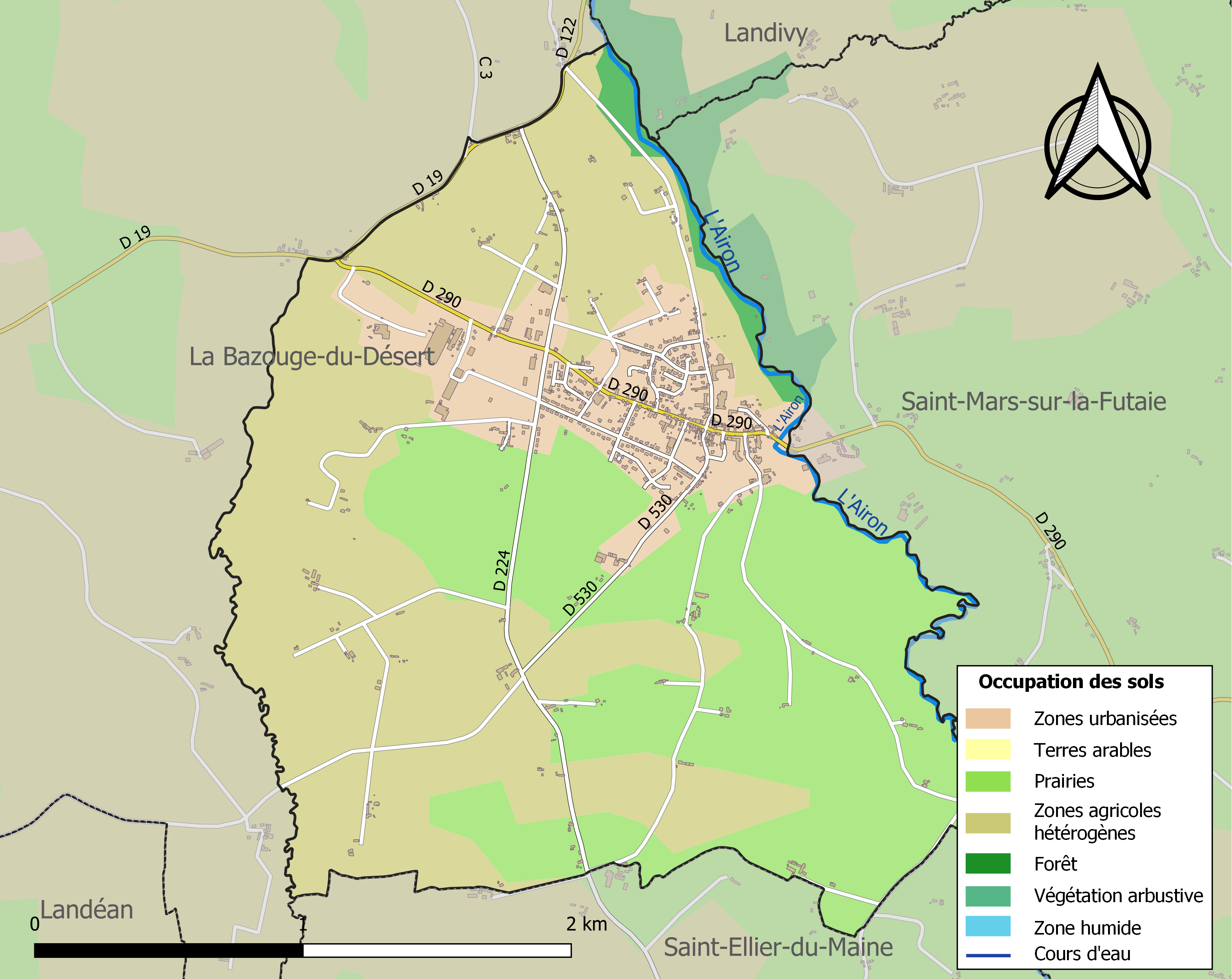
Carte des infrastructures et de l'occupation des sols de la commune en 2018 (CLC).

## Toponymie
Attestée sous la forme Apud Pontmain 1205, Radulphus Galeis de Ponte Menii 1225,, Apud Pontemain 1238, in Burgo de Pomain 1247,, La châtellenie dou Pont Main 1294, Notre Court du Ponmain 1354, A la garde des chasteaux de Mayne et du Ponmain 1364, Le chasteau de Ponmain 1372, Le chemin de Saint-Ellier au Ponmain 1460, Le bois de Ponmain 1489, La saincte chapelle de Ponmain 1594, Le Bailli du Pontmain 1679, Le Pommain en Saint-Ellier au XVIIIe siècle, Pontmain v. 1757.
E. Negre propose que l'étymologie de Pontmain est issue du nom dialectal de la langue d'oïl composé de : pont + adj. maine « grand », d'où « Le Grand Pont ».

## Histoire
Sous l'ancien régime, Pontmain était le chef-lieu d'un pays nommé les Haies-du-Maine.
L'Histoire de cette commune est marquée par une apparition mariale en 1871.

### Apparition mariale
Le 17 janvier 1871, des enfants du village de Pontmain (Eugène et Joseph Barbedette) affirment voir la Vierge Marie dans le ciel. L'abbé Michel Guérin est alors le curé de la paroisse, présent à Pontmain depuis 1836. Le 2 février 1872, après controverse et enquête, Mgr Casimir Wicart, évêque de Laval, reconnaît l'apparition :

« Nous jugeons que l'Immaculée Vierge Marie, Mère de Dieu a véritablement apparu, le 17 janvier 1871, à Eugène Barbedette, Joseph Barbedette, Françoise Richer et Jeanne-Marie Lebossé, dans le hameau de Pontmain. »

Une nouvelle église a été édifiée sur la commune à la suite de cette apparition, entre 1873 et 1877. Elle est érigée en basilique par Pie X en 1908. En 1946, les cérémonies du 75e anniversaire de l'apparition sont présidées par le nonce apostolique Mgr Roncalli, futur pape Jean XXIII.

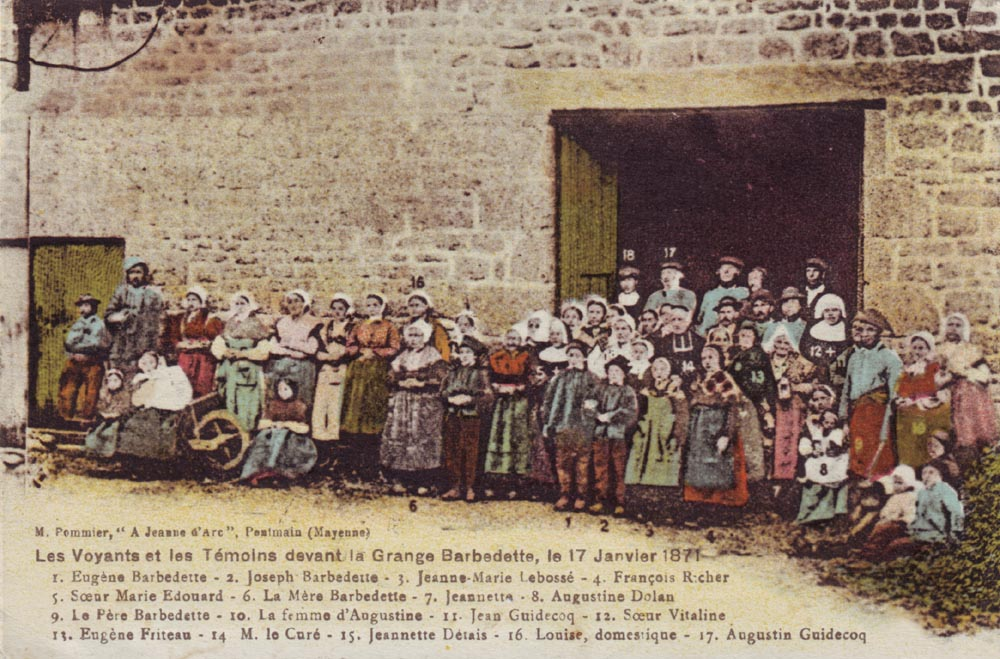
Témoins et voyants devant la grange Barbedette en 1871.
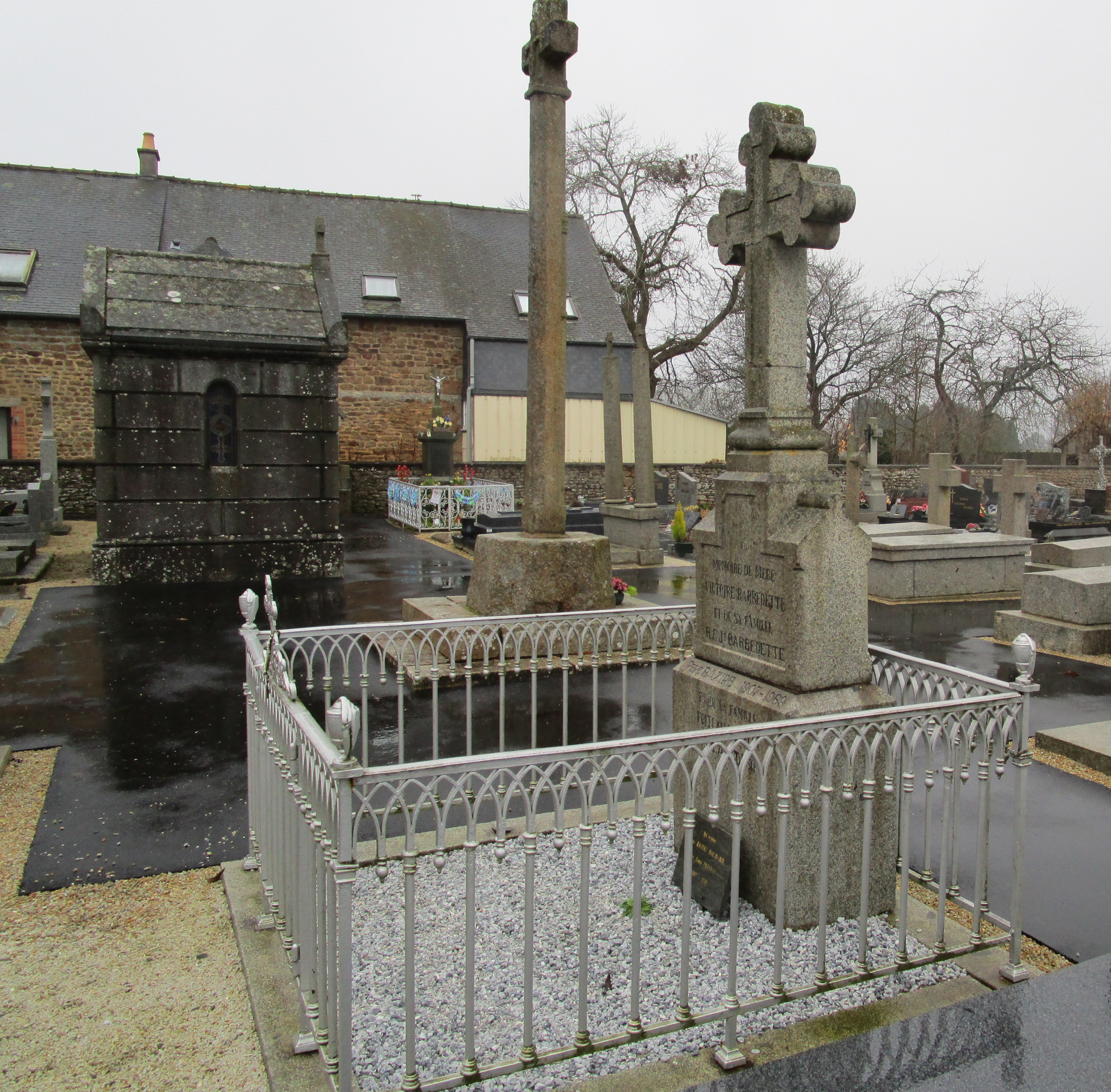
Au cimetière, souvenir funéraire de la famille Barbedette et le tombeau de l'abbé Guérin (centre-fond).

### Histoire administrative
En 1872, la commune de Pontmain est créée par scission du territoire de Saint-Ellier-du-Maine, dont elle fut longtemps un simple hameau.
Le 1er juillet 1972, les communes de Saint-Ellier-du-Maine et Saint-Mars-sur-la-Futaie s'associent à Pontmain. L'association est dissoute le 1er janvier 1983.

### Camp de concentration
De 1914 à 1918, un camp de concentration existe à Pontmain. Il interne des civils originaires de nations ennemies, qui y vivent avec leur famille. Plusieurs centaines de personnes passèrent ainsi les années de guerre. Le camp regroupe des Allemands, mais aussi des Autrichiens, des Alsaciens-Mosellans, des Flamands et des Luxembourgeois et des Ottomans, entre autres,.

### Chemin de fer
Le village de Pontmain était desservi par la ligne de chemin de fer départemental reliant Laval à Landivy. Cette ligne fut ouverte le 18 décembre 1901 et son déclassement fut décidé par le conseil général le 11 mai 1938.
En 1902, la gare de Pontmain a accueilli 21 478 voyageurs.

## Politique et administration
Le conseil municipal est composé de quinze membres dont le maire et trois adjoints.

### Jumelages
Harlaxton (Royaume-Uni) depuis 1986.

## Population et société

### Démographie
L'évolution du nombre d'habitants est connue à travers les recensements de la population effectués dans la commune depuis 1876. Pour les communes de moins de 10 000 habitants, une enquête de recensement portant sur toute la population est réalisée tous les cinq ans, les populations de référence des années intermédiaires étant quant à elles estimées par interpolation ou extrapolation. Pour la commune, le premier recensement exhaustif entrant dans le cadre du nouveau dispositif a été réalisé en 2007.
En 2022, la commune comptait 808 habitants, en évolution de −4,72 % par rapport à 2016 (Mayenne : −0,73 %, France hors Mayotte : +2,11 %).
| 1876 | 1881 | 1886 | 1891 | 1896 | 1901 | 1906 | 1911 | 1921 |
| ---- | ---- | ---- | ---- | ---- | ---- | ---- | ---- | ---- |
| 559  | 546  | 580  | 597  | 672  | 740  | 710  | 711  | 631  |

| 1926 | 1931 | 1936 | 1946 | 1954 | 1962 | 1968 | 1975 | 1982 |
| ---- | ---- | ---- | ---- | ---- | ---- | ---- | ---- | ---- |
| 736  | 726  | 771  | 913  | 811  | 661  | 659  | 969  | 945  |

| 1990 | 1999 | 2006 | 2007 | 2012 | 2017 | 2022 | - | - |
| ---- | ---- | ---- | ---- | ---- | ---- | ---- | - | - |
| 935  | 893  | 879  | 875  | 881  | 825  | 808  | - | - |

## Culture locale et patrimoine

### Lieux et monuments

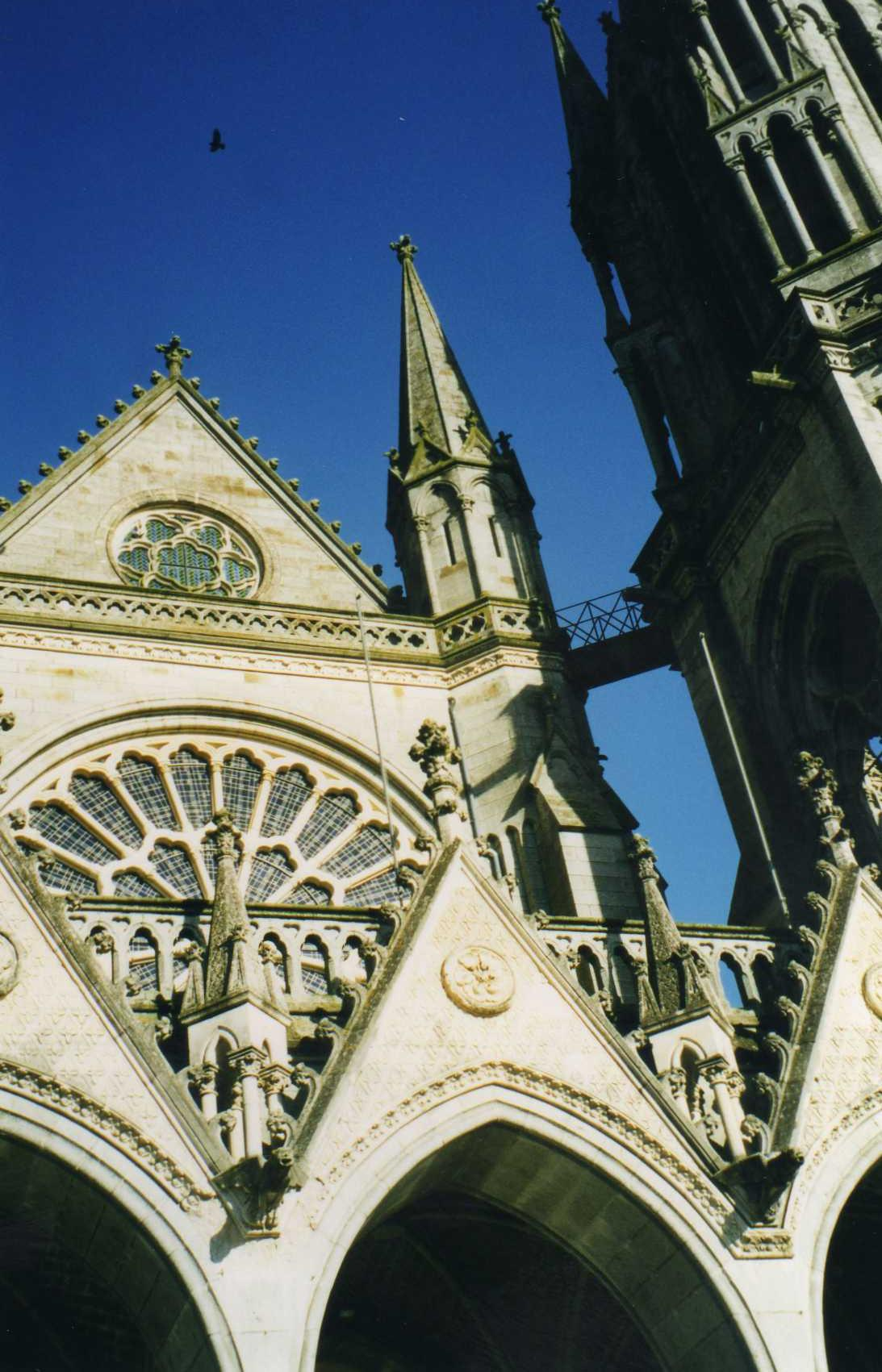
Détail de la basilique (2004).

- Basilique Notre-Dame de Pontmain, réalisée en 1874 par l'architecte départemental Eugène Hawke.
- L'église Saint-Simon-et-Saint-Jude est une église paroissiale du Moyen Âge remaniée maintes et maintes fois au cours des siècles.  Les matériaux du château de Pontmain, en partie ruiné, ont servi à sa construction. Il y a une chapelle dans chaque coté du transept, l’une de ces chapelles abrite un reliquaire de la Santissima Bambina, représentation de Marie enfant dont la dévotion provient de Milan (Italie)[30]. Sous l’autel du Sacré-Cœur se trouve le reliquaire du petit Vincent, offert au père Michel Guérin avant l’apparition de la Vierge aux enfants de la paroisse, le 17 janvier 1871. L’église possède aussi de beaux fonts baptismaux en granite datés du XIVe siècle[31].
- Les anciens fonts baptismaux, dans le cimetière, et la Vierge à l'Enfant du monument aux morts, œuvres du XIVe siècle, sont classées à titre d'objets aux Monuments historiques[32].
- Maison des Oblats de Pontmain.
- Centre d'art contemporain de Pontmain, ouvert en 1999.
- La chapelle des lumières (sous le porche) ouverte jour et nuit.
- La grange Barbedette ou grange de l'apparition.
- La chapelle des missionnaires oblats de Marie immaculée, le musée missionnaire, le parc et le calvaire.
- Ancien château de Pontmain.

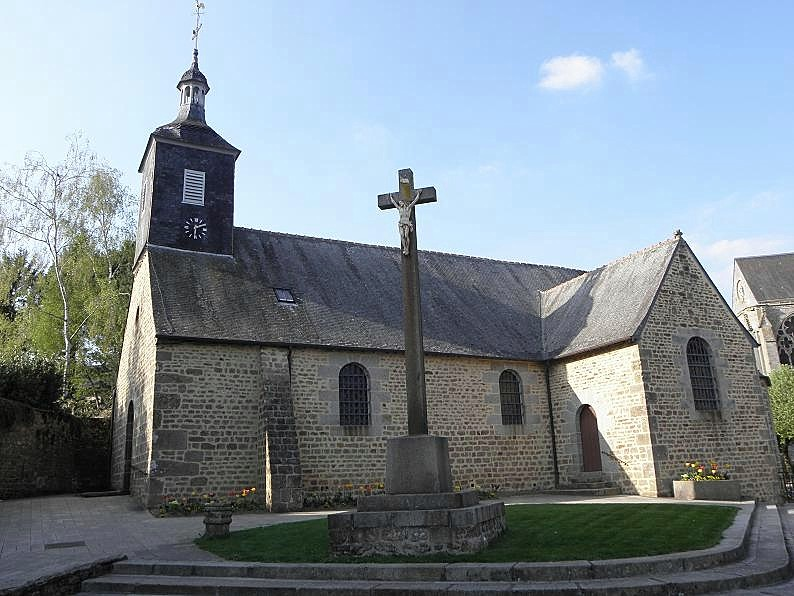
L'église paroissiale.
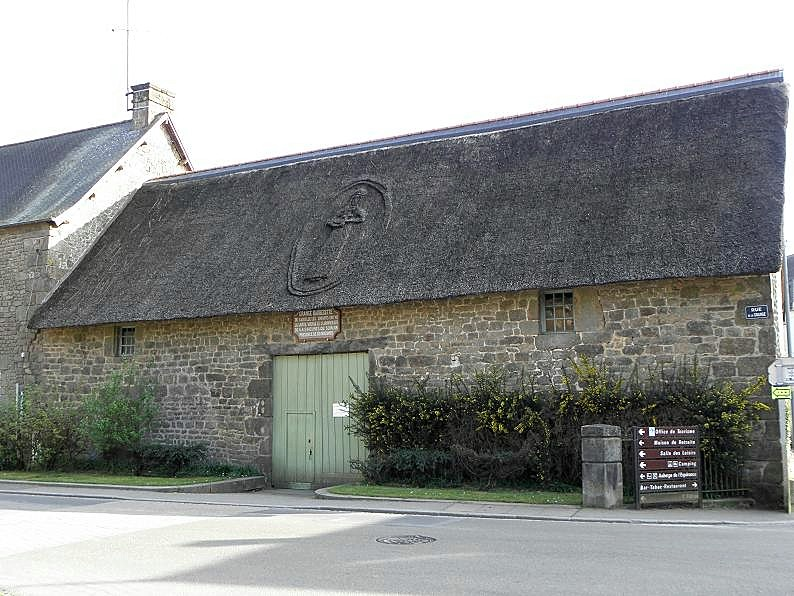
La grange Barbedette.
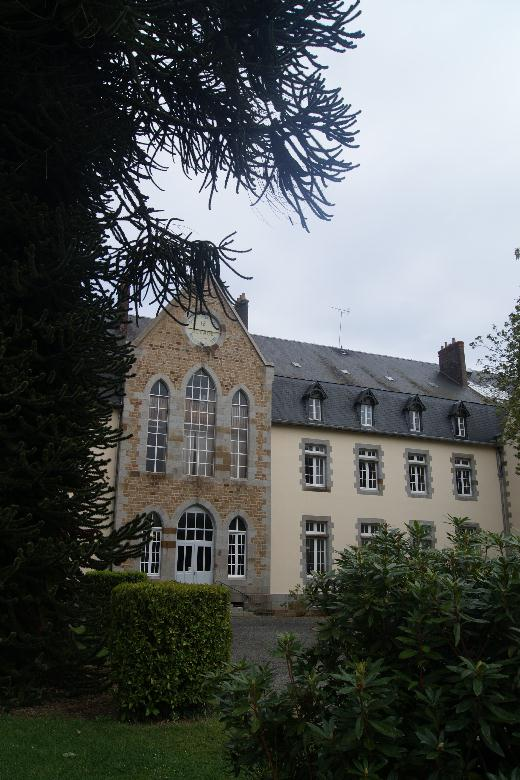
La maison des oblats.

### Personnalités liées à la commune
- Joseph Chardronnet (1910-2001 à Pontmain), religieux.

### Héraldique
| Blason de Pontmain | Blason  | Parti : au 1er d'azur à cinq fleurs de lys d'or rangées en pal, ordonnées 2 et 3, celles de dextre surmontées d'un pont droit isolé de deux arches du même, maçonné de sable, au 2d d'argent à six mouchetures d'hermine de sable ordonnées 2, 1, 2 et 1. |
| Blason de Pontmain | Détails | Le statut officiel du blason reste à déterminer. |
| Blason de Pontmain | Alias   | De gueules à un lion d'or. |